# Mehrshad Sharif
Mehrshad Sharif est un joueur d'échecs français d'origine iranienne né le 11 juillet 1952.

## Biographie et carrière
Maître international depuis 1975, Mehrshad Sharif a remporté six fois le championnat d'Iran de 1973-1974 à 1980-1981. En France, il finit 1er-2e ex  æquo du championnat de France d'échecs en 1985 (battu lors du match de départage par Jean-Luc Seret) et deuxième en 1995 (victoire de Éric Prié).

## Compétitions par équipe
Mehrshad Sharif a représenté l'Iran lors de quatre olympiades de 1970 à 1976.
Sharif a représenté la France lors de l'olympiade d'échecs de 1986 et du championnat du monde d'échecs par équipes de 1985 à Lucerne. En 1985, il jouait au quatrième échiquier et la France finit à la quatrième place du championnat du monde. En 1993, 
avec le club de Lyon-Oyonnax-Échecs, Sharif remporta la coupe d'Europe des clubs d'échecs.
En mai 2017, il remporte avec l'équipe de France vétérans la médaille d'argent au championnat du monde des vétérans (plus de 64 ans).